# William Leighton Carss

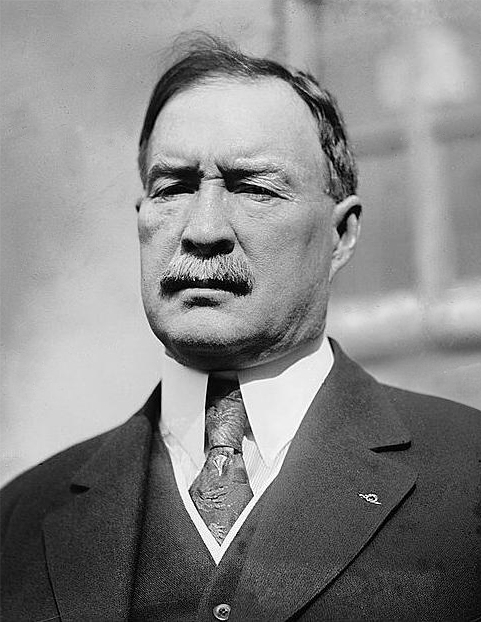
William Leighton Carss, 1920

William Leighton Carss (* 15. Februar 1865 in Pella, Marion County, Iowa; † 31. Mai 1931 in Duluth, Minnesota) war ein US-amerikanischer Politiker. Zwischen 1919 und 1929 vertrat er zweimal den Bundesstaat Minnesota im US-Repräsentantenhaus.

## Werdegang
Im Jahr 1867 zog William Carss mit seinen Eltern nach Des Moines. Dort besuchte er die öffentlichen Schulen. Anschließend studierte er das Ingenieurwesen. In den folgenden Jahren arbeitete er in dieser Branche. Im Jahr 1893 zog Carss nach Proctor in Minnesota. Dort war er im Lokomotivenbau tätig.
Politisch gehörte er damals der Union Labor Party an, aus der dann die Farmer-Labor Party entstand. Bei den Kongresswahlen des Jahres 1918 wurde er als deren Kandidat im achten Wahlbezirk von Minnesota in das US-Repräsentantenhaus in Washington, D.C. gewählt, wo er am 4. März 1919 die Nachfolge von Clarence B. Miller antrat. Da er bei den Wahlen des Jahres 1920 dem Republikaner Oscar Larson unterlag, konnte er bis zum 3. März 1921 zunächst nur eine Legislaturperiode im Kongress absolvieren. In dieser Zeit wurden dort der 18. und der 19. Verfassungszusatz verabschiedet. Dabei ging es um das Verbot des Alkoholhandels und die bundesweite Einführung des Frauenwahlrechts.
Im Jahr 1924 wurde Carss als Kandidat der Farmer-Labor Party erneut in den Kongress gewählt. Damit konnte er am 4. März 1925 Oscar Larson wieder ablösen. Nach einer Wiederwahl konnte er bis zum 3. März 1929 zwei weitere Legislaturperioden im Repräsentantenhaus verbringen. Sowohl im Jahr 1928 als auch 1930 verlor er bei den Kongresswahlen gegen William Pittenger. Nach dem Ende seiner Zeit im Kongress arbeitete William Carss wieder im Lokomotivenbau in Proctor. Er starb am 31. Mai 1931 in Duluth.